# Теория ограничений
Теория ограничений — популярная методология управления производством, распространённая и на другие сферы управленческой деятельности, разработанная в 1980-е годы Элияху Голдраттом и базирующаяся на поиске и управлении ключевым ограничением системы, которое предопределяет успех и эффективность всей системы в целом. Основной особенностью методологии является то, что делая усилия над управлением очень малым количеством аспектов системы, можно достичь эффекта, нелинейно превышающего результат одновременного воздействия на все или большинство проблемных областей системы сразу или поочерёдно.
Подход теории ограничений основан на том, чтобы выявлять это ограничение и управлять им для увеличения эффективности достижения поставленной цели (для бизнеса ускорение и увеличение генерации прибыли). Где эффективность — это скорость достижения цели с минимально возможными затратами и без урезания цели по содержанию. Методологически теория ограничений включает в себя ряд логических инструментов, позволяющих найти ограничение, выявить стоящее за ним управленческое противоречие, подготовить решение и внедрять его с учётом интересов всех заинтересованных сторон. Нацеленность на конечный результат позволяет добиваться чрезвычайно быстрых результатов (для бизнеса — 2–3 месяца), нацеленность на взаимовыгодные решения позволяет повышать уровень взаимодействия и мотивацию персонала. Голдратт разработал и опубликовал прикладные решения теории ограничений для операционных процессов и управления производством, управления финансами и формирования показателей, управления проектами (разработка новой продукции, строительство), логистики и всей цепи поставок, маркетинга, всех видов продаж, управления персоналом, формирования тактики и стратегии развития системы.
Среди предлагаемых теорией ограничений методов — набор правил проверки логичности утверждений о работе организации и причинно-следственных связей между ними, алгоритмы построения причинно-следственных диаграмм, метод «барабан — буфер — канат», а также метод критической цепи для управления проектами.

## 5 фокусирующих шагов
Процесс внедрения методологии TOC основывается на соблюдении 5 последовательных шагов:
1. Выявление ограничения системы
2. Максимально эффективное использование ограничения
3. Подчинение остальных элементов системы ограничению
4. Увеличение пропускной способности ограничения
5. Проверка того, осталось ли данное звено ограничением и возврат к первому шагу

В пяти шагах фундаментальным открытием Голдратта является не столько само содержание, ведь любому менеджеру понятно, что следует усиливать ту часть производства, которая не справляется, сколько последовательность шагов. Без целенаправленного поиска ограничения, организация может вообще не знать о его существовании, при этом не существует простого универсального способа определить, какое звено является самым слабым в цепи. После нахождения ограничения, естественным порывом является сразу же его усилить, инвестировав в него дополнительные средства, но как показывает в своих работах Голдратт, это приводит только к тому, что ограничение начинает курсировать по цепи, а общая продуктивность компании, скорректированная на объём вложений, не растет. Именно максимальное использование ограничения при существующих ресурсах, а также подчинение этому ограничению остальной цепочки, являются ключом к резкому росту продуктивности всей организации.

## Метод «барабан — буфер — канат»
Одним из методов теории ограничений, широко применяемым в сфере производства, является метод «барабан — буфер — канат», задающий следующие принципы:
- «барабан» — производство должно работать по некоторому ритму;
- «буфер» — перед ограничением должен находиться некоторый буфер запасов материалов, защищающий ограничение от простоев;
- «канат» (иногда «верёвка») — материалы должны подаваться в производство только тогда, когда запасы перед ограничением достигли некоторого минимума, не раньше, чтобы не перегрузить производство.

Метод основан на анализе оборачиваемости запасов и её соотношения с оборачиваемостью дебиторской и кредиторской задолженности.
«Барабан» подчёркивает необходимость синхронизации ритма производства с ритмом оплаты поставщикам и оплаты от покупателей, говоря об управлении продолжительностью финансового цикла. «Буфер» говорит о нормировании запасов, управлении дефицитом и излишками по каждой номенклатурной позиции. Обеспечение «каната» — своевременного «затягивания» материалов в производство в строго необходимом количестве — требует визуализации и маркировки отклонений от норм, формирования сигналов и оповещений при появлении таких отклонений.

## Мыслительные процессы
Теория ограничений предлагает также более общий системный подход к поиску и снятию ограничений, который может быть применён не только в производстве, но и в других, самых разнообразных системах. Данный подход состоит из последовательного построения аналитических схем следующих типов:
- дерево текущей реальности (ДТР, аналогичное диаграмме текущего состояния, используемой многими организациями) — для выявления причинно-следственных отношений между нежелательными явлениями и корневой причиной большинства данных нежелательных явлений;
- диаграмма разрешения конфликта (ДРК) — для устранения противоречий в системе, которые часто являются причиной нежелательной ситуации в системе. Способ устранения противоречий принято называть инъекцией;
- дерево будущей реальности (ДБР) — когда выбраны некоторые способы (инъекции) устранения выявленных с помощью ДТР корневых причин проблем или конфликта в диаграмме разрешения конфликта, строится дерево, показывающее будущее состояние системы; это необходимо для выявления негативных последствий выбранных инъекций (негативных ветвей) и выбора способов борьбы с ними;
- дерево перехода — для выявления возможных препятствий на пути преобразований и их устранения;
- план преобразований — для выработки конкретных инструкций для исполнителей для внедрения планируемых изменений.

Подход описан в художественной форме в книге «Цель-2. Дело не в везении», более формальным академическим языком — в книге Детмера «Теория ограничений Голдратта».

### Критерии проверки логических построений
Метод мыслительных процессов Голдратта, в отличие от многих подобных методик визуализации информации (например, диаграммы Исикавы, ментальных карт), предлагает набор правил, позволяющих проверить наличие причинно-следственных связей и их достоверности. Такие правила называются критериями проверки логических построений (КПЛП, Categories of Legitimate Reservation) — это восемь положений, при помощи которых можно проверить, доказать или опровергнуть правильность выстроенных причинно-следственных связей:
1. Ясность — все однозначно понимают утверждения, используемые в диаграмме.
2. Наличие утверждения — утверждение содержит законченную мысль.
3. Наличие причинно-следственных отношений — действительно ли названная причина вызывает указанное следствие?
4. Достаточность приведенной причины — названная причина достаточна, чтобы вызвать указанное следствие, в данном контексте.
5. Проверка наличия альтернативной причины — не может ли названная причина быть всего лишь одной из возможных?
6. Недопустимость подмены причины следствием — перепутаны причина и следствие.
7. Поиск проверочного следствия — если названная причина имеет место, то у неё должны быть не только указанное следствие, но и некоторые другие, побочные, следствия (которые не обязательно должны быть указаны в конкретной диаграмме).
8. Отсутствие тавтологии — следствие предлагается в качестве обоснования существования причины.

### Методика 4х4
Методика управления портфелем проектов,  разработанная в рамках теории ограничений.